# Крочефисо (Перуђа)
Крочефисо је насеље у Италији у округу Перуђа, региону Умбрија.
Према процени из 2011. у насељу је живело 163 становника. Насеље се налази на надморској висини од 212 м.